# Обсерваторія Ла-Сілья
Обсервато́рія Ла-Сі́лья (коди обсерваторій «262», «809» і «I03») — астрономічна обсерваторія в Чилі, що належить Європейській південній обсерваторії (ESO). В обсерваторії розташовані 18 телескопів. Дев'ять із них були збудовані на кошти Європейської південної обсерваторії. Обсерваторія — одна з найбільших у Південній півкулі. Місце, де перебуває обсерваторія, — Ла-Сілья, гора в південній частині пустелі Атакама, — повністю ізольоване[уточнити] й віддалене від будь-якого штучного світла та джерел пилу, що важливо для спостережень.
Розташована обсерваторія приблизно за 600 км на північ від столиці країни Сантьяго-де-Чилі, за 160 км на північ від Ла-Серена, за 27 км на південь від обсерваторії Лас-Кампанас і за 100 км на північ від Міжамериканської обсерваторії Серро Тололо.

## Історія
1963 року Чилі було затверджено Чилі як місце для Європейської південної обсерваторії. Відповідно до такого рішення були відряджені експедиції в різні куточки країни, щоб оцінити їхню придатність. Місциною, яку визнали найприйнятнішою, стала Ла-Сілья — гора заввишки 2400 метрів на півдні пустелі Атакама. Вона мала низку переваг: якнайясніший небосхил, доступність та перебувала в державній власності. Спочатку ця гора мала назву ісп. Cinchado-North, проте через незвичайну форму її перейменували на La Silla, що іспанською означає «сідло».
30 жовтня 1964 були підписані контракти на придбання ділянки площею 627 км2. Наступного 1965 року звели тимчасові споруди — житло робітників і майстерні.

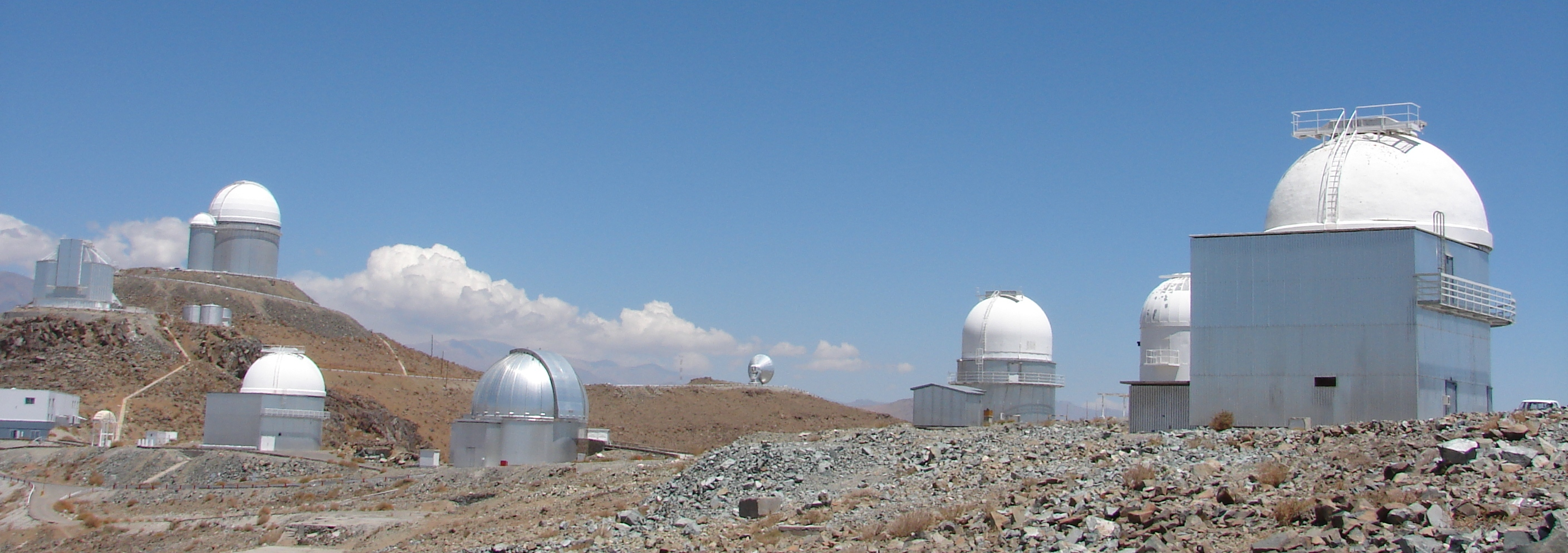
Обсерваторія Ла-Сілья

25 березня 1969 року обсерваторію офіційно відкрив президент Едуардо Фрей Монтальва. На той час там були гуртожитки, майстерні, готелі та кілька дійових телескопів. Телескопи діаметром 1 м і 1,5 м були зведені наприкінці 1960-х, 1968 року до них додали телескоп Gran Prismo Objectif, який раніше використовувався в Південній Африці.